# Paraonagylla zavattarii
Paraonagylla zavattarii är en fjärilsart som beskrevs av Emilio Berio 1939. Paraonagylla zavattarii ingår i släktet Paraonagylla och familjen björnspinnare. Inga underarter finns listade i Catalogue of Life.